# Carl Eduard Adolph Gerstäecker
Karl Eduard Adolf Gerstärcker o Carl Edvard Adolf Gerstäecker ( 30 de agosto de 1828, Berlín - 20 de julio de 1895, Greifswald, Alemania), fue un zoólogo y entomólogo alemán.
Curador de la colección entomológica del Museo de Historia Natural de Berlín, en 1856. Estudió en el Colegio de Agricultura, de Berlín entre 1864 y 1874; profesor de zoología en la Universidad de Greifswald entre 1874 y 1876.
Sus colecciones actualmente están en el Ernst Moritz Arndt Universität, Greifswald, (EMAU). Alemania; con especímenes de nuevas especies de pentatómidos, etc.

## Obra
- Monographie der Endomychiden. 1858
- Handbuch der Zoologie (con Wilhelm Peters y Julius Victor Carus). Leipzig. 1863-1875
- Arthropoda, en Klassen und Ordnungen des Thierreichs, (Sección Arthropoda, en clases y órdenes de Animales) 1866-93

## Abreviatura (zoología)
La abreviatura Gerstäcker  se emplea para indicar a Carl Eduard Adolph Gerstäecker como autoridad en la descripción y taxonomía en zoología.